# NGC 1166
NGC 1166 è una vasta galassia a spirale situata nella costellazione dell'Ariete, a una distanza di circa 365 milioni di anni luce dalla nostra Via Lattea.

## Scoperta
La galassia è stata scoperta il 1 ottobre 1864 dall'astronomo tedesco Albert Marth.

## Descrizione
NGC 1166 ha una classe di luminosità I-II e presenta una larga riga a 21 cm dell'idrogeno neutro.
Data la sua luminosità superficiale pari a 14,00, NGC 1166 può essere classificata come una galassia a bassa luminosità superficiale (nella letteratura in lingua inglese abbreviata in LSB, acronimo di Low Surface Brightness). Le galassie LSB sono galassie di tipo diffuso (D) con una luminosità superficiale inferiore di almeno una magnitudine a quella del cielo notturno circostante.